# Lepidotrigla eydouxii
Lepidotrigla eydouxii és una espècie de peix pertanyent a la família dels tríglids.

## Hàbitat
És un peix marí, demersal i de clima tropical.

## Distribució geogràfica
Es troba al Pacífic occidental central: les illes Filipines.

## Observacions
És inofensiu per als humans.